# Elecciones presidenciales de Argentina de marzo de 1973
En las elecciones presidenciales de Argentina de marzo de 1973 fue elegido el peronista Héctor J. Cámpora como presidente y el conservador Vicente Solano Lima como vicepresidente, candidatos del Frente Justicialista de Liberación (FREJULI). Fueron organizadas por la dictadura autodenominada «Revolución Argentina», encabezada en ese momento por el general Alejandro Agustín Lanusse, que había tomado el poder en 1966, como parte de la serie de dictaduras militares en América Latina, en el marco de la Doctrina de la Seguridad Nacional elaborada en la Guerra Fría. La dictadura pretendía un proceso electoral controlado por los militares, llamado «Gran Acuerdo Nacional», pero un amplio frente de partidos políticos llamado La Hora del Pueblo, apoyado en el acuerdo de las tres principales fuerzas políticas (peronismo, radicalismo y frondizismo), rechazó las condiciones militares y reclamó «elecciones libres y sin proscripciones». Finalmente se impuso una convocatoria amplia y sin condiciones, pero impidiendo con una estratagema formal que Juan Domingo Perón, quien había sido exiliado durante 18 años, pudiera presentarse como candidato. La exclusión de Perón de las elecciones de marzo, relativizaría la representatividad del presidente Cámpora y llevaría a su renuncia dos meses después, para permitir la realización de elecciones sin ninguna exclusión.  
La dictadura había realizado en 1972 una reforma constitucional que reformó el sistema electoral estableciendo que el presidente debía ser elegido por voto directo y mayoría absoluta de votos, y sancionó una legislación electoral estableciendo que en caso de no alcanzar ese porcentaje en la elección, debía realizarse una segunda vuelta o balotaje entre los candidatos que hubieran sumado más del 15%, con la esperanza de que el voto antiperonista se coligara en la segunda vuelta. Además redujo el mandato presidencial a cuatro años y sincronizó todos los mandatos ejecutivos y legislativos, de modo que hubiera elecciones sólo una vez cada cuatro años.
Cámpora obtuvo en primera vuelta el 49,53% de los sufragios, desbaratando los planes de la dictadura. Ricardo Balbín, de la Unión Cívica Radical, logró un débil segundo lugar con el 21,29 % y Francisco Manrique, candidato de la dictadura, obtuvo el tercer lugar pero sin alcanzar el 15 % que le hubiera permitido ir al balotaje. Pocos días después, Balbín anunció que no se presentaría en la segunda vuelta y Cámpora fue proclamado presidente.

## Antecedentes
El golpe de Estado en Argentina de 1966 contra el gobierno del presidente radical Arturo Umberto Illia se llevó a cabo principalmente como reacción a la decisión de Illia de permitir la participación extraoficial del entonces proscripto Partido Justicialista (bajo la forma de candidaturas neoperonistas) en las elecciones provinciales y legislativas. El justicialismo se encontraba prohibido desde el derrocamiento de Juan Domingo Perón en 1955, mermando severamente la legitimidad de los gobiernos constitucionales posteriores (Arturo Frondizi y Arturo Illia). Sin embargo, cinco años más tarde, el dictador Alejandro Agustín Lanusse se encontró encabezando un gobierno militar sumamente impopular, cargado de una violencia política cada vez mayor, y una disminución económica una vez transcurridos los prósperos años sesenta.
En 1971, Lanusse reunió a los líderes políticos nacionales de todas las ideologías para un acuerdo, logrando durante el mismo el Gran Acuerdo Nacional, una hoja de ruta para el retorno al gobierno democrático, en el que por primera vez los militares aceptaban el retorno del peronismo. El acuerdo, sin embargo, se parecía muy poco a lo que se había discutido y, en cambio, propuso el poder de veto virtual para las Fuerzas Armadas sobre la mayoría de las futuras políticas nacionales y extranjeras. Esta condición evidentemente inaceptable llevó a la mayoría de las figuras políticas a descartar el acuerdo.

## Estatuto de Partidos Políticos
Un año después, ante la insostenible situación del régimen militar, Lanusse convocó a elecciones generales sin proscripciones para el 11 de marzo de 1973. En represalia por el rechazo de Perón al Gran Acuerdo Nacional, el presidente de facto dispuso que solo podrían presentarse como candidatos quienes residieran en la Argentina a partir del 25 de agosto de 1972, impidiendo de ese modo la candidatura del propio Perón, pero permitiendo que su partido presentase un candidato. Lanusse dictó también el Estatuto de Partidos Políticos en el que se prohibió que un partido tuviera su denominación basándose en un nombre propio, forzando el cambio definitivo del nombre del "Partido Peronista" al "Partido Justicialista", que ostenta hasta la actualidad.
Del mismo modo, se ordenó la disolución de la Unión Cívica Radical del Pueblo y la Unión Cívica Radical Intransigente, separadas desde 1957, entregando la justicia el nombre de Unión Cívica Radical a un único partido. La UCRP se convirtió en la única UCR, mientras que la UCRI se renombró a Partido Intransigente, aunque denunció la ilegalidad del acto. Otros partidos que empleaban el nombre Unión Cívica Radical hasta entonces, como el bloquismo sanjuanino, debieron renombrarse o disolverse, fundándose en este caso concreto el Partido Bloquista de San Juan.

## Reglas electorales
Las reglas electorales fundamentales que rigieron la elección presidencial fueron establecidas en el texto constitucional entonces vigente (Reforma constitucional de 1957), realizada durante la dictadura autodenominada Revolución Libertadora, el Estatuto Fundamental Temporario de 1972 y la Ley Nº 19.862.
Las principales reglas electorales para la elección presidencial fueron:
- Voto directo en un solo distrito abarcando todo el país (el Estatuto Fundamental modificó en este aspecto la Constitución);
- Segunda vuelta electoral en caso de que ningún candidato alcanzara la mayoría absoluta con las siguientes características:
  - Si las dos fórmulas más votadas sumaran 66,66%, la segunda vuelta debía realizarse entre las dos;
  - Si las dos fórmulas más votadas no sumaran 66,66% podían reemplazar el candidato a vicepresidente por cualquiera de los candidatos a presidente o vicepresidente que hubieran sacado más del 15%;
  - Si las dos fórmulas más votadas no sumaran 66,66% los dos partidos más votados podían combinarse en una fórmula común. En este caso, el balotaje debía realizarse con la tercera fuerza que hubiera alcanzado el 15%, la que a su vez también podría integrar sus fórmula con candidatos presentados por otras fuerzas que superaran el 15%.[4]
- Mandato presidencial de cuatro años con posibilidad de una reelección inmediata (el Estatuto Fundamental modificó en este aspecto la Constitución).

La dictadura comandada por el general Alejandro Agustín Lanusse impuso también, el 27 de julio de 1972, un plazo de un mes, con vencimiento el 25 de agosto de 1972, para que todos los candidatos establecieran su domicilio en Argentina, imposibilitando así la candidatura de Juan Domingo Perón, que estaba exiliado desde 1955.

## Candidaturas

### Frente Justicialista de Liberación
| |                                                |
| |                                                |
| Héctor José Cámpora | Vicente Solano Lima                            |
| para presidente | para vicepresidente                            |
| {{{descripción}}} | {{{descripción}}}                              |
| Presidente de la Cámara de Diputados (1948-1953) | Diputado nacional por Buenos Aires (1940-1943) |
| Partidos que integraban la alianza: - Partido Justicialista - Movimiento de Integración y Desarrollo - Partido Conservador Popular - Partido Popular Cristiano - Movimiento Socialista de Liberación Nacional - Movimiento de la Revolución Nacional - Movimiento Nacional Yrigoyenista - Unión Federal Democrática Cristiana - Encuentro Nacional de los Argentinos |                                                |

La intención original de Perón era configurar una alianza entre el Partido Justicialista y la Unión Cívica Radical, en representación de la "unidad nacional", y que presentara la fórmula Perón-Balbín. Sin embargo, las medidas implementadas por el régimen para impedir la candidatura de Perón y las fricciones internas de ambos partidos hicieron que el líder justicialista desechara esta opción. Sin embargo, la idea de una coalición electoral que aglutinara a peronistas y no peronistas continuó siendo un punto clave de la estrategia del peronismo para su retorno al poder.
Impedido para participar en las elecciones como candidato, Perón retornó a la Argentina el 17 de noviembre de 1972, quedándose por un mes en el país, y reuniéndose con varios líderes políticos que le dieron su respaldo para las elecciones venideras: el Frente de Izquierda Popular, de Jorge Abelardo Ramos; el Movimiento de Integración y Desarrollo, del expresidente Arturo Frondizi; el Partido Conservador Popular de Alberto Fonrouge; el Partido Demócrata Cristiano de Carlos Imbaud, entre otros, principalmente partidos provinciales. Todas estas fuerzas acordaron configurar una coalición electoral: el Frente Justicialista de Liberación (FREJULI), que presentaría una candidatura única en las elecciones presidenciales. El candidato presidencial sería justicialista, mientras que el compañero de fórmula sería de alguno de los otros partidos para garantizar la idea de que se trataba de una alianza de distintas fuerzas.
A fines de 1972, Perón designó como candidato presidencial a Héctor José Cámpora, dirigente peronista de larga data, perteneciente al sector más inclinado hacia la izquierda del justicialismo (conocido como La Tendencia). Cámpora había ejercido la presidencia de la Cámara de Diputados entre 1948 y 1953, y la vicepresidencia de la Convención Constituyente de 1949, y además había actuado como delegado personal de Perón en la Argentina desde 1971. El 14 de diciembre de 1972, poco antes de partir a Paraguay, Perón rechazó simbólicamente la candidatura del FREJULI (ya que legalmente no podía acceder a ella) y al día siguiente, el Congreso del Partido Justicialista proclamó a Cámpora como candidato presidencial. La elección de Cámpora, por encima de otros líderes justicialistas considerados más capacitados para la presidencia, como Antonio Cafiero (quien dirigiría el partido después de la derrota de 1983) fue considerada sorpresiva para varios dirigentes.
Para el compañero de fórmula, Perón propuso a Vicente Solano Lima, dirigente del Partido Conservador Popular. Su nombramiento se debió a que se consideraba una figura moderada que contrapesaría la candidatura de Cámpora, y a que su pertenencia a otro partido daría una imagen de coalición al FREJULI, en lugar de ser solo una fórmula peronista apoyada por otros partidos. Solano Lima había sido diputado entre 1932 y 1936, y de nuevo entre 1940 y 1943 por el Partido Demócrata Nacional, en la época de la Década Infame.

### Unión Cívica Radical
|                                                |                                               |
| Ricardo Balbín                                 | Eduardo Gamond                                |
| para presidente                                | para vicepresidente                           |
| {{{descripción}}}                              | {{{descripción}}}                             |
| Diputado nacional por Buenos Aires (1946-1950) | Presidente provisional del Senado (1963-1966) |

El 24 de junio de 1972, la Unión Cívica Radical del Pueblo obtuvo personería como el único partido denominado Unión Cívica Radical, a pesar de las quejas de la Unión Cívica Radical Intransigente. Inmediatamente se convocó a elecciones internas a finales de 1972 para renovar autoridades partidarias, que habían permanecido estáticas durante toda la dictadura militar al estar disueltos los partidos políticos. La Línea Nacional, sector del radicalismo que lideraba Ricardo Balbín y que lo había llevado a ser el principal referente del partido desde la década de 1950, comenzó a enfrentar una creciente oposición interna, encarnada en el Movimiento de Renovación y Cambio, presidido por Raúl Ricardo Alfonsín. El MRC, de tendencia socialdemócrata, se oponía a las políticas de entendimiento con el peronismo realizadas por Balbín en el último tiempo. Para las elecciones internas, el naciente alfonsinismo gozaba de amplio apoyo entre las generaciones radicales más jóvenes, como la Junta Coordinadora Nacional y la agrupación estudiantil Franja Morada.
Finalmente, la interna se llevó a cabo el 26 de noviembre de 1972, la Línea Nacional logró triunfar sobre el Movimiento de Renovación y Cambio, pero la oposición interna al balbinismo superó ampliamente el 25 % de los votos requeridos para que la minoría obtuviera representación en el Comité Nacional del partido. En la primara presidencial, Balbín se presentó como candidato a presidente, con Eduardo Gamond (presidente provisional del Senado durante el gobierno de Arturo Umberto Illia) como compañero de fórmula. Alfonsín presentó su candidatura también, con Conrado Storani para la vicepresidencia. El binomio Balbín-Gamond derrotó a la fórmula Alfonsín-Storani por un margen muy estrecho, de 15.000 votos, siendo proclamado Balbín por tercera vez como candidato presidencial del radicalismo (contando su candidatura por la UCRP en 1958).
|  | 54.27 % |

|  | 45.73 % |

|  | 54.39 % |

|  | 45.61 % |

### Alianza Popular Federalista
| |                                            |
| |                                            |
| Francisco Manrique                                                                                    | Rafael Raymonda                            |
| para presidente                                                                                       | para vicepresidente                        |
| {{{descripción}}}                                                                                     | {{{descripción}}}                          |
| Ministro de Bienestar Social de la Nación (1970-1972)                                                 | Diputado Nacional por Santa Fe (1963-1965) |
| Partidos que integraban la alianza: - Partido Federal - Partido Demócrata Progresista - Unión Popular |                                            |

La dictadura militar y su transición al gobierno civil significó una oportunidad de repunte electoral para el conservadurismo argentino, prácticamente diezmado desde el establecimiento de la polarización entre peronistas y radicales. Numerosos funcionarios de la dictadura saliente comenzaron a discutir la posibilidad de fundar un "partido del régimen". Aunque esto no se materializó, Francisco Manrique, Ministro de Bienestar Social entre 1970 y 1972, estableció el pequeño Partido Federal, que se alió con el Partido Demócrata Progresista y la neoperonista Unión Popular, formándose la Alianza Popular Federalista, una coalición de derecha que se propuso suceder en el gobierno al régimen de Lanusse. Aunque de carácter antiperonista, la mayoría de los dirigentes de la APF consideraban inviable el mantenimiento de la proscripción al peronismo y optaban por establecer un conservadurismo fuerte que pudiera combatirlo electoralmente.
Manrique fue el candidato presidencial de la Alianza, con Rafael Martínez Raymonda, diputado entre 1963 y 1965 por el PDP, como compañero de fórmula y candidato a vicepresidente.
En 2013, Fernando del Corro sostendría la teoría de que Manrique superó el 15% de los votos, pero el gobierno militar cometió fraude electoral para impedir que ingresara al balotaje.

### Alianza Popular Revolucionaria
| |                                                |
| |                                                |
| Oscar Alende | Horacio Sueldo                                 |
| para presidente | para vicepresidente                            |
| {{{descripción}}} | {{{descripción}}}                              |
| Gobernador de la provincia de Buenos Aires (1958-1962)                                                                                          | Diputado Nacional por Buenos Aires (1973-1976) |
| Partidos que integraban la alianza: - Partido Intransigente - Partido Comunista - Partido Revolucionario Cristiano - Unión del Pueblo Argentino |                                                |

### Alianza Republicana Federal
| |                                    |
| Independiente                                                                                               |                                    |
| Ezequiel Martínez                                                                                           | Leopoldo Bravo                     |
| para presidente                                                                                             | para vicepresidente                |
| {{{descripción}}}                                                                                           | {{{descripción}}}                  |
| Brigadier                                                                                                   | Gobernador de San Juan (1963-1966) |
| Partidos que integraban la alianza: - Partido Bloquista - Partido Demócrata - Partido Provincial Rionegrino |                                    |

### Otras candidaturas
|                       |                     |                                                      |                     |                                                |                     |                                            |                     |
| Julio Roberto Chamizo | Raúl Ondarts        | Américo Ghioldi                                      | René Balestra       | Juan Carlos Coral                              | Nora Ciapponi       | Jorge Abelardo Ramos                       | José Silvetti       |
| para presidente       | para vicepresidente | para presidente                                      | para vicepresidente | para presidente                                | para vicepresidenta | para presidente                            | para vicepresidente |
|                       |                     |                                                      |                     |                                                | {{{descripción}}}   |                                            |                     |
| Empresario            |                     | Diputado nacional por la Capital Federal (1963-1966) | Abogado y docente   | Diputado nacional por Buenos Aires (1963-1966) | Dirigente gremial   | Historiador, publicista, editor y escritor |                     |
| Partido sin alianza   | Partido sin alianza | Partido sin alianza                                  | Partido sin alianza | Partido sin alianza                            | Partido sin alianza | Partido sin alianza                        | Partido sin alianza |

## Campaña

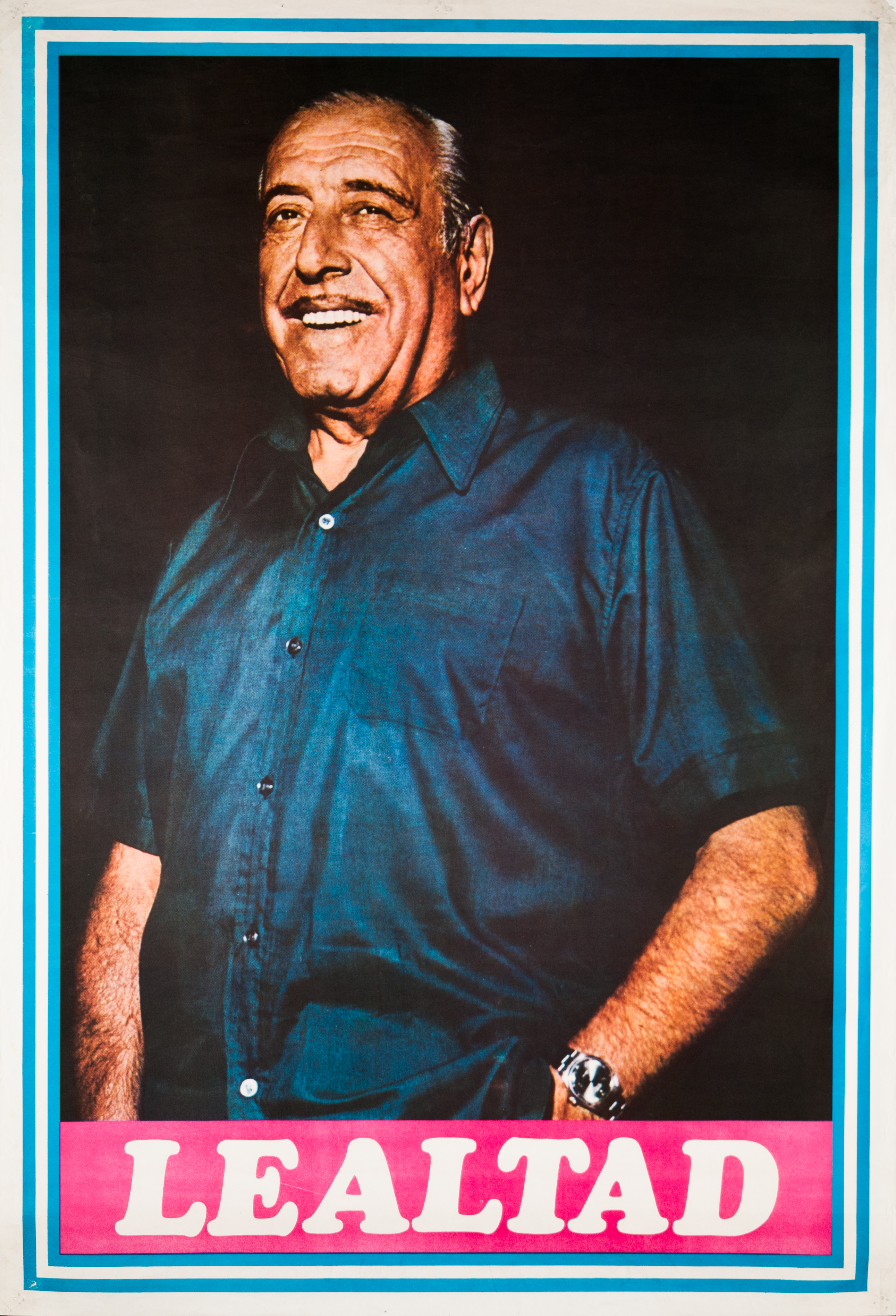
Afiche de campaña de Cámpora, resaltándolo como un candidato "leal" a Perón.

El FREJULI lanzó su campaña el 21 de enero de 1973, en un acto multitudinario en el parque municipal de San Andrés de Giles, donde vivía el candidato presidencial. El lema de campaña de Cámpora fue "Cámpora al gobierno, Perón al poder". Por entonces las organizaciones guerrilleras peronistas y la Tendencia Revolucionaria, se habían fortalecido y ganado una gran popularidad por el papel desempeñado en la campaña por la vuelta de Perón. De ese modo, las organización político-militar Montoneros jugó un papel trascendental en la campaña de Cámpora. El sindicalismo peronista casi no actuó en la misma, contribuyendo también al acercamiento entre Cámpora y los jóvenes del peronismo revolucionario. Un spot de campaña de Cámpora colocaba en un mismo lugar a "las fuerzas armadas y los partidos liberales" (en referencia clara a la UCR) y los acusaba de querer mantener una política apegada al imperialismo estadounidense, declarando que la victoria del FREJULI llevaría a Perón al gobierno nuevamente, y se construiría la "patria socialista", evidenciando la influencia de la izquierda radical en el peronismo.
Por otro lado, la Unión Cívica Radical realizó una campaña haciendo hincapié en la "liberación nacional", muy similar a la del FREJULI, intentando desmarcarse del apoyo a los gobiernos militares y a la proscripción del peronismo. Ante la alta probabilidad de una derrota electoral aplastante, durante el cierre de campaña, el candidato presidencial Ricardo Balbín declaró, "El que gana gobierna, y el que pierde ayuda", en referencia a su deseo de que se respetaran los resultados a fin de evitar un nuevo golpe de Estado.

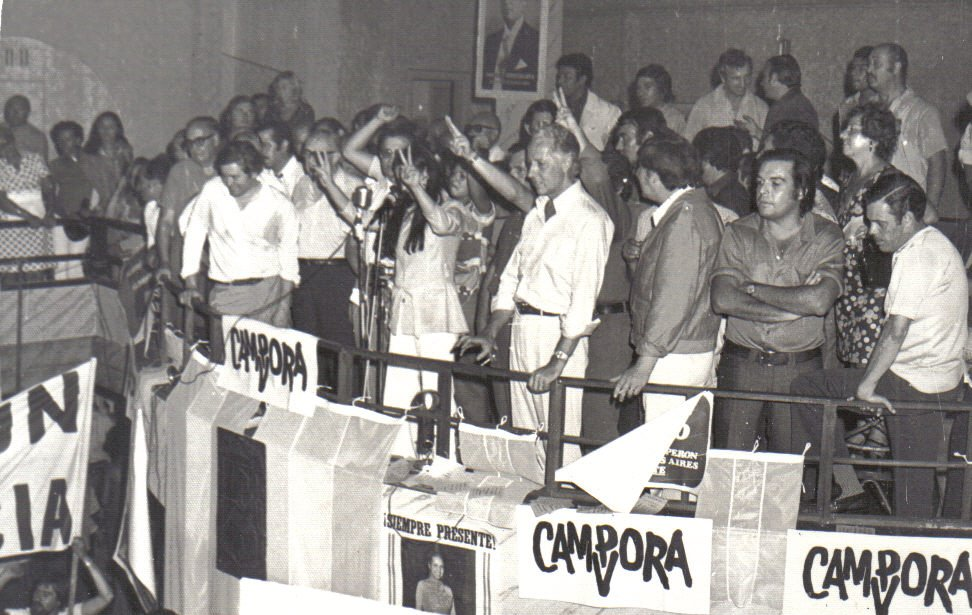
Un joven Ítalo Luder (centro de la imagen) en campaña para la formula Héctor Cámpora-Solano Lima (1973).

El candidato de la APF, Francisco Manrique, que había declarado en una entrevista en 1972 que, si bien no apoyaba al peronismo, creía que Perón era "trascendental" para una solución nacional, hizo campaña a favor de un incremento de la autonomía provincial, y de resaltar los valores republicanos y federales que la constitución consagraba, promoviendo un programa de fuerte liberalismo económico, oponiéndose a cualquier tendencia estatista.
La injerencia de las Fuerzas Armadas durante la campaña electoral fue muy alta. El 28 de enero, el fiscal general Gervasio Colombres solicitó al Tribunal Electoral la disolución del Frejuli, provocando una condena casi unánime de todos los partidos políticos. El 5 de febrero la dictadura tensó aún más el clima prohibiendo nuevamente la presencia de Perón en Argentina, hasta que asumiese el gobierno democrático. El 7 de febrero los generales del Ejército firmaron un compromiso público "hasta el 25 de mayo de 1977 de garantizar la continuidad del proceso de institucionalización y la estabilidad del próximo gobierno", pero la Marina y la Aviación se negaron a asumir ese compromiso.
El viernes 8 de marzo finalizó la campaña electoral. Los días viernes 9 y sábado 10, la televisión difundió extensamente un mensaje del general Lanusse, en el que hizo notar claramente su rechazo al Frejuli y sostuvo que de la población dependía votar a un gobierno "realmente democrático", que garantizara que no hubiera nuevos golpes de Estado.

## Resultados

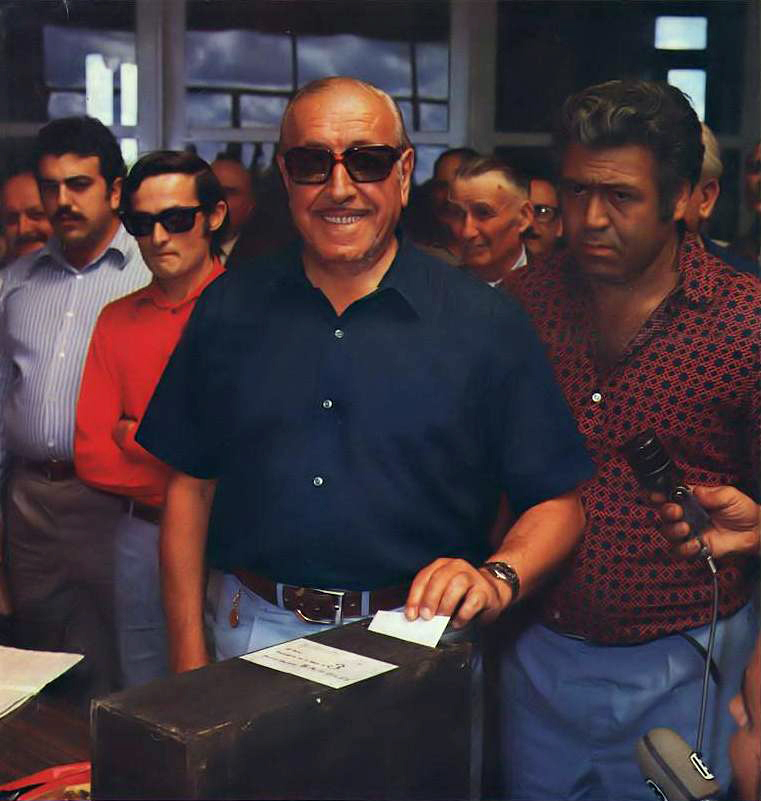
Cámpora emitiendo su voto.

Las elecciones se realizaron sin problemas el 11 de marzo y Cámpora, que necesitaba el 50% de los votos para ser elegido en primera vuelta, recibió el 49,53%, a menos de medio punto porcentual de obtener un triunfo absoluto. Balbín quedó en segundo lugar muy atrás, con el 21,29% de los votos, y luego Manrique obtuvo el 14,91%, a tan solo 0,09 puntos de acceder también a un balotaje junto a los otros dos candidatos más votados.
A pesar de que la intención del gobierno militar de forzar un balotaje entre Cámpora y Balbín teóricamente se había cumplido, el irónico resultado dejaba una situación muy desigual: Cámpora había sobrepasado a Balbín por casi treinta puntos de diferencia, siendo prácticamente imposible que el candidato radical obtuviese la victoria en segunda vuelta. El 30 de marzo, Balbín reconoció la victoria de Cámpora y anunció que se retiraba del balotaje. El gobierno militar aceptó la retirada de Balbín y declaró a Cámpora presidente electo, siendo este juramentado el 25 de mayo y poniendo fin al período de casi siete años de la Revolución Argentina, y dieciocho de la proscripción del peronismo.
| Fórmula               | Fórmula                  | Partido o alianza     | Partido o alianza                      | Votos      | %     |
| Presidente            | Vicepresidente           | Partido o alianza     | Partido o alianza                      | Votos      | %     |
| --------------------- | ------------------------ | --------------------- | -------------------------------------- | ---------- | ----- |
| Héctor José Cámpora   | Vicente Solano Lima      |                       | Frente Justicialista de Liberación     | 5.899.642  | 49,53 |
| Ricardo Balbín        | Eduardo Gamond           |                       | Unión Cívica Radical                   | 2.535.581  | 21,29 |
| Francisco Manrique    | Rafael Martínez Raymonda |                       | Alianza Popular Federalista            | 1.775.767  | 14,91 |
| Oscar Alende          | Horacio Sueldo           |                       | Alianza Popular Revolucionaria         | 885.274    | 7,43  |
| Ezequiel Martínez     | Leopoldo Bravo           |                       | Alianza Republicana Federal            | 347.262    | 2,92  |
| Julio Chamizo         | Raúl Ondarts             |                       | Nueva Fuerza                           | 235.188    | 1,97  |
| Américo Ghioldi       | René Balestra            |                       | Partido Socialista Democrático         | 109.068    | 0,92  |
| Juan Carlos Coral     | Nora Ciapponi            |                       | Partido Socialista de los Trabajadores | 73.799     | 0,62  |
| Jorge Abelardo Ramos  | José Silvetti            |                       | Frente de Izquierda Popular            | 48.571     | 0,41  |
| Votos positivos       | Votos positivos          | Votos positivos       | Votos positivos                        | 11.910.152 | 97,82 |
| Votos en blanco       | Votos en blanco          | Votos en blanco       | Votos en blanco                        | 214.575    | 1,76  |
| Votos anulados        | Votos anulados           | Votos anulados        | Votos anulados                         | 51.284     | 0,42  |
| Participación         | Participación            | Participación         | Participación                          | 12.176.011 | 85,28 |
| Abstenciones          | Abstenciones             | Abstenciones          | Abstenciones                           | 2.100.966  | 14,72 |
| Electores registrados | Electores registrados    | Electores registrados | Electores registrados                  | 14.276.977 | 100   |
| Fuente:               |                          |                       |                                        |            |       |

### Resultados por provincia
| Provincia           | Cámpora/Lima (FREJULI) | Cámpora/Lima (FREJULI) | Balbín/Gamond (UCR) | Balbín/Gamond (UCR) | Manrique/Raymonda (APF) | Manrique/Raymonda (APF) | Alende/Sueldo (APR) | Alende/Sueldo (APR) | Martínez/Bravo (ARF) | Martínez/Bravo (ARF) | Chamizo/Ondarts (NF) | Chamizo/Ondarts (NF) | Ghioldi/Balestra (PSD) | Ghioldi/Balestra (PSD) | Coral/Ciapponi (PST) | Coral/Ciapponi (PST) | Ramos/Silvetti (FIP) | Ramos/Silvetti (FIP) | Blanco  | Blanco | Nulo   | Nulo | Participación | Participación | Registrados |
| Provincia           | Votos                  | %                      | Votos               | %                   | Votos                   | %                       | Votos               | %                   | Votos                | %                    | Votos                | %                    | Votos                  | %                      | Votos                | %                    | Votos                | %                    | Votos   | %      | Votos  | %    | Votos         | %             | Registrados |
| ------------------- | ---------------------- | ---------------------- | ------------------- | ------------------- | ----------------------- | ----------------------- | ------------------- | ------------------- | -------------------- | -------------------- | -------------------- | -------------------- | ---------------------- | ---------------------- | -------------------- | -------------------- | -------------------- | -------------------- | ------- | ------ | ------ | ---- | ------------- | ------------- | ----------- |
| Buenos Aires        | 2.306.018              | 52,28                  | 870.077             | 19,72               | 566.838                 | 12,85                   | 450.238             | 10,21               | 36.891               | 0,84                 | 68.196               | 1,55                 | 59.623                 | 1,35                   | 36.239               | 0,82                 | 16.921               | 0,38                 | 53.028  | 1,18   | 16.614 | 0,37 | 4.480.683     | 88,07         | 5.087.814   |
| Capital Federal     | 663.567                | 36,99                  | 426.493             | 23,77               | 331.633                 | 18,49                   | 258.647             | 14,42               | 21.611               | 1,20                 | 45.108               | 2,51                 | 25.231                 | 1,41                   | 16.253               | 0,91                 | 5.425                | 0,30                 | 17.680  | 0,97   | 10.713 | 0,59 | 1.822.361     | 87,63         | 2.079.654   |
| Catamarca           | 44.698                 | 53,80                  | 16.202              | 19,50               | 16.739                  | 20,15                   | 1.532               | 1,84                | 1.866                | 2,25                 | 1.102                | 1,33                 | 346                    | 0,42                   | —                    | —                    | 602                  | 0,72                 | 3.842   | 4,41   | 185    | 0,21 | 87.114        | 80,10         | 108.758     |
| Chaco               | 131.588                | 58,11                  | 65.716              | 29,02               | 19.543                  | 8,63                    | 4.288               | 1,89                | 682                  | 0,30                 | 3.196                | 1,41                 | —                      | —                      | —                    | —                    | 1.417                | 0,63                 | 10.535  | 4,43   | 788    | 0,33 | 237.753       | 70,82         | 335.693     |
| Chubut              | 31.516                 | 52,25                  | 15.931              | 26,41               | 7.800                   | 12,93                   | 2.257               | 3,74                | 773                  | 1,28                 | 1.277                | 2,12                 | —                      | —                      | 451                  | 0,75                 | 318                  | 0,53                 | 11.968  | 16,37  | 830    | 1,14 | 73.121        | 76,92         | 95.057      |
| Córdoba             | 516.783                | 44,85                  | 419.830             | 36,44               | 114.536                 | 9,94                    | 38.159              | 3,31                | 23.418               | 2,03                 | 18.252               | 1,58                 | 7.985                  | 0,69                   | 7.361                | 0,64                 | 5.921                | 0,51                 | 22.331  | 1,90   | 3.548  | 0,30 | 1.178.124     | 87,66         | 1.343.903   |
| Corrientes          | 126.492                | 46,55                  | 32.184              | 11,84               | 11.535                  | 4,25                    | 11.062              | 4,07                | 87.527               | 32,21                | 1.971                | 0,73                 | —                      | —                      | —                    | —                    | 943                  | 0,35                 | 2.288   | 0,83   | 727    | 0,26 | 274.729       | 76,54         | 358.935     |
| Entre Ríos          | 231.134                | 52,83                  | 132.776             | 30,35               | 22.296                  | 5,10                    | 16.237              | 3,71                | 2.887                | 0,66                 | 28.194               | 6,44                 | 2.348                  | 0,54                   | —                    | —                    | 1.640                | 0,37                 | 4.278   | 0,96   | 1.602  | 0,36 | 443.392       | 82,98         | 534.360     |
| Formosa             | 52.327                 | 67,92                  | 20.457              | 26,55               | 875                     | 1,14                    | 1.735               | 2,25                | —                    | —                    | 1.508                | 1,96                 | —                      | —                      | —                    | —                    | 145                  | 0,19                 | 2.200   | 2,77   | 91     | 0,11 | 79.338        | 75,24         | 105.441     |
| Jujuy               | 73.792                 | 62,03                  | 6.811               | 5,73                | 31.413                  | 26,41                   | 1.452               | 1,22                | —                    | —                    | 3.916                | 3,29                 | 1097                   | 0,92                   | —                    | —                    | 481                  | 0,40                 | 2.566   | 2,10   | 497    | 0,41 | 122.025       | 81,36         | 149.989     |
| La Pampa            | 44.204                 | 45,61                  | 14.746              | 15,22               | 30.772                  | 31,75                   | 3.599               | 3,71                | 473                  | 0,49                 | 2.148                | 2,22                 | —                      | —                      | 663                  | 0,68                 | 310                  | 0,32                 | 3.334   | 3,31   | 371    | 0,37 | 100.620       | 89,35         | 112.609     |
| La Rioja            | 40.983                 | 60,36                  | 19.153              | 28,21               | 1.244                   | 1,83                    | 907                 | 1,34                | 1.963                | 2,89                 | 3.035                | 4,47                 | 361                    | 0,53                   | —                    | —                    | 256                  | 0,38                 | 338     | 0,49   | 200    | 0,29 | 68.440        | 81,91         | 83.554      |
| Mendoza             | 249.795                | 49,23                  | 92.654              | 18,26               | 75.757                  | 14,93                   | 9.727               | 1,92                | 64.369               | 12,69                | 11.429               | 2,25                 | 1.457                  | 0,29                   | 438                  | 0,09                 | 1.790                | 0,35                 | 4.049   | 0,79   | 3.080  | 0,60 | 514.545       | 86,73         | 593.294     |
| Misiones            | 71.596                 | 54,78                  | 35.354              | 27,05               | 9.984                   | 7,64                    | 2.588               | 1,98                | 2.379                | 1,82                 | 6.744                | 5,16                 | —                      | —                      | 1.328                | 1,02                 | 718                  | 0,55                 | 15.141  | 10,33  | 764    | 0,52 | 146.596       | 75,62         | 193.871     |
| Neuquén             | 21.939                 | 51,01                  | 9.302               | 21,63               | 7.609                   | 17,69                   | 2.530               | 5,88                | —                    | —                    | 947                  | 2,20                 | —                      | —                      | 434                  | 1,01                 | 249                  | 0,58                 | 20.448  | 31,71  | 1.018  | 1,58 | 64.476        | 82,79         | 77.880      |
| Río Negro           | 47.027                 | 47,13                  | 21.423              | 21,47               | 7.927                   | 7,94                    | 3.138               | 3,14                | 15.379               | 15,41                | 3.346                | 3,35                 | —                      | —                      | 981                  | 0,98                 | 570                  | 0,57                 | 5.195   | 4,91   | 825    | 0,78 | 105.811       | 81,19         | 130.327     |
| Salta               | 126.520                | 61,85                  | 30.571              | 14,95               | 38.553                  | 18,85                   | 2.589               | 1,27                | 981                  | 0,48                 | 3.751                | 1,83                 | 907                    | 0,44                   | —                    | —                    | 679                  | 0,33                 | 1.891   | 0,91   | 1.293  | 0,62 | 207.735       | 74,19         | 279.998     |
| San Juan            | 94.391                 | 46,89                  | 22.614              | 11,23               | 4.401                   | 2,19                    | 3.644               | 1,81                | 64.877               | 32,23                | 10.267               | 5,10                 | —                      | —                      | —                    | —                    | 1.129                | 0,56                 | 1.391   | 0,68   | 691    | 0,34 | 203.405       | 85,95         | 236.653     |
| San Luis            | 55.532                 | 56,72                  | 14.165              | 14,47               | 9.951                   | 10,16                   | 3.289               | 3,36                | 11.990               | 12,25                | 2.579                | 2,63                 | —                      | —                      | 399                  | 0,41                 | —                    | —                    | 624     | 0,63   | 499    | 0,50 | 99.028        | 83,19         | 119.035     |
| Santa Cruz          | 12.414                 | 51,14                  | 8.033               | 33,09               | 2.299                   | 9,47                    | 653                 | 2,69                | 101                  | 0,42                 | 635                  | 2,62                 | —                      | —                      | —                    | —                    | 138                  | 0,57                 | 954     | 3,77   | 100    | 0,39 | 25.327        | 71,34         | 35.502      |
| Santa Fe            | 604.388                | 49,21                  | 188.696             | 15,36               | 357.615                 | 29,12                   | 40.521              | 3,30                | 6.204                | 0,51                 | 11.439               | 0,93                 | 6.639                  | 0,54                   | 7.153                | 0,58                 | 5.597                | 0,46                 | 17.866  | 1,43   | 4.634  | 0,37 | 1.250.752     | 89,44         | 1.398.498   |
| Santiago del Estero | 134.988                | 65,40                  | 34.762              | 16,84               | 20.761                  | 10,06                   | 12.139              | 5,88                | 399                  | 0,19                 | 1.873                | 0,91                 | —                      | —                      | —                    | —                    | 1.484                | 0,72                 | 2.354   | 1,12   | 897    | 0,43 | 209.657       | 64,04         | 327.361     |
| Tierra del Fuego    | 1.321                  | 44,81                  | 512                 | 17,37               | 780                     | 26,46                   | —                   | —                   | 92                   | 3,12                 | 215                  | 7,29                 | —                      | —                      | —                    | —                    | 28                   | 0,95                 | 203     | 6,38   | 29     | 0,91 | 3.180         | 67,69         | 4.698       |
| Tucumán             | 216.629                | 59,12                  | 37.119              | 10,13               | 84.906                  | 23,17                   | 14.343              | 3,91                | 2.400                | 0,65                 | 4.060                | 1,11                 | 3.074                  | 0,84                   | 2.099                | 0,57                 | 1.810                | 0,49                 | 10.071  | 2,67   | 1.288  | 0,34 | 377.799       | 78,04         | 484.093     |
| Total               | 5.899.642              | 49,53                  | 2.535.581           | 21,29               | 1.775.767               | 14,91                   | 885.274             | 7,43                | 347.262              | 2,92                 | 235.188              | 1,97                 | 109.068                | 0,92                   | 73.799               | 0,62                 | 48.571               | 0,41                 | 214.575 | 1,76   | 51.284 | 0,42 | 12.176.011    | 85,28         | 14.276.977  |

## Galería

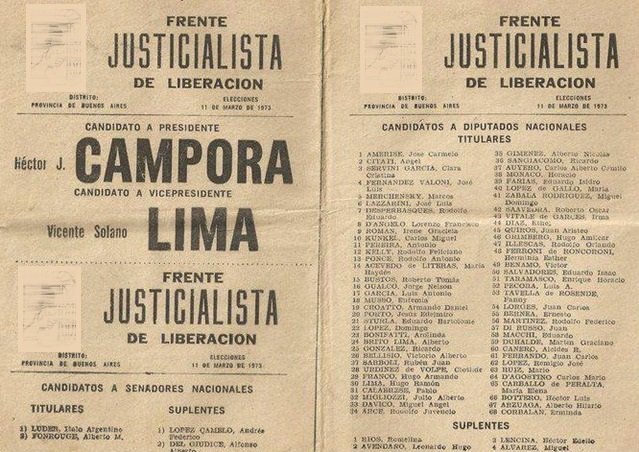
Boleta electoral Cámpora-Lima.
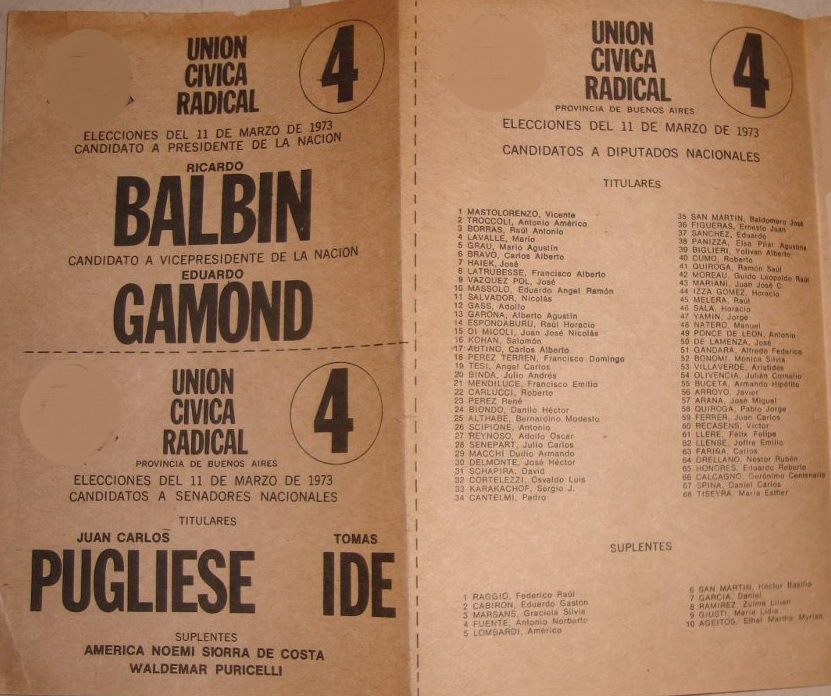
Boleta electoral Balbín-Gamond
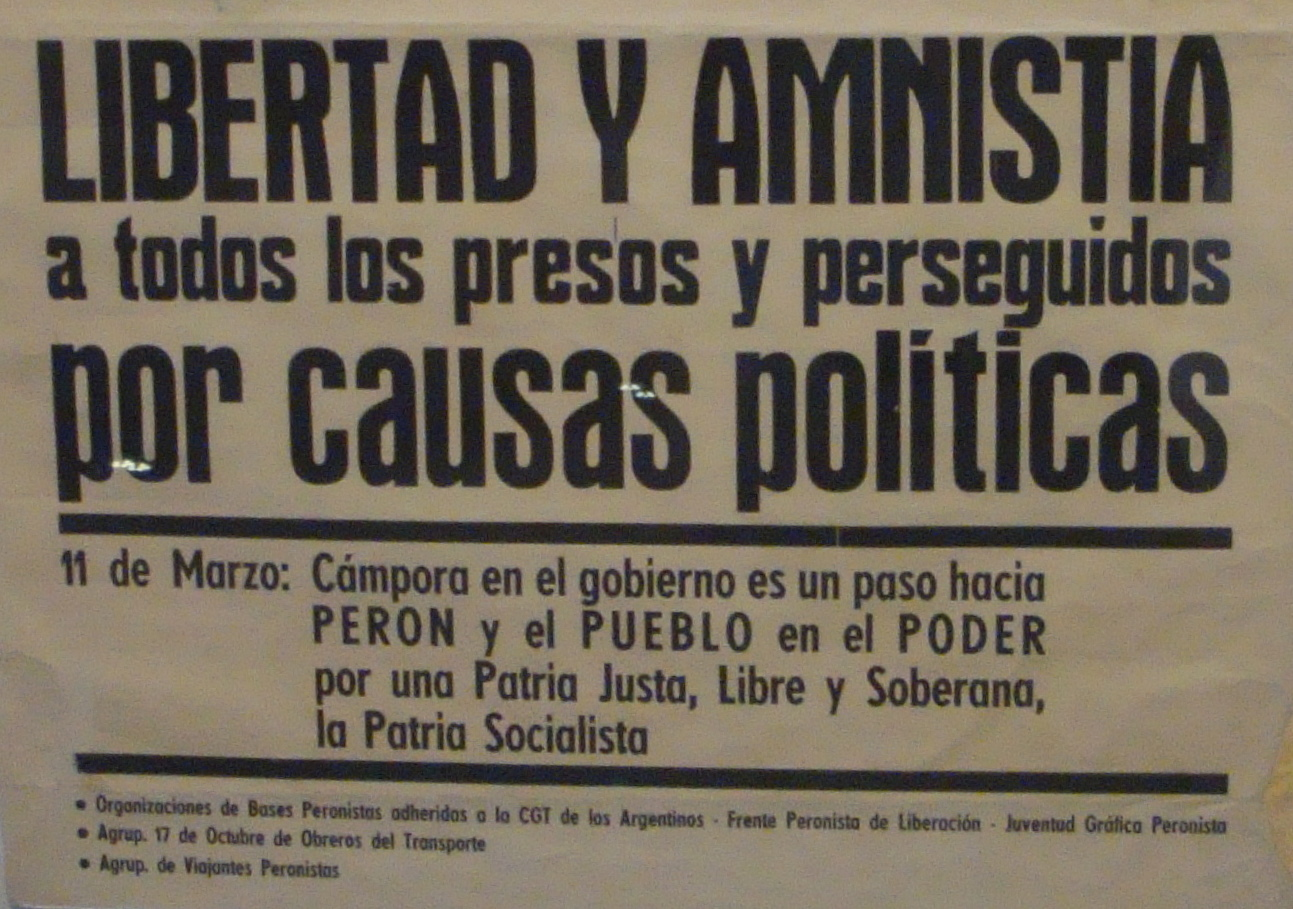
Afiche electoral de Cámpora.
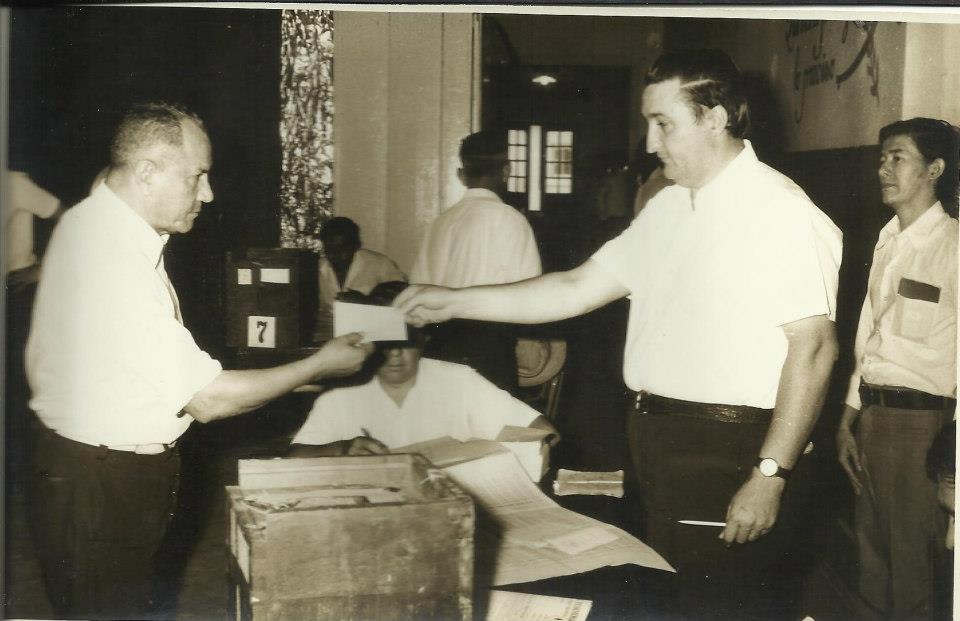
Elecciones en la provincia de Formosa.